# 캘리포니아다람쥐
캘리포니아다람쥐(Neotamias obscurus)는 다람쥐과에 속하는 설치류의 일종이다. 멕시코 바하칼리포르니아주와 미국 캘리포니아주 남부 지역에서 발견된다.